# 공직자윤리법
- 공직자 윤리법

공직자윤리법(公職者倫理法)은 공직자 및 공직후보자의 재산등록, 등록재산 공개 및 재산형성과정 소명과 공직을 이용한 재산취득의 규제, 공직자의 선물신고 및 주식백지신탁, 퇴직공직자의 취업제한 및 행위제한 등을 규정함으로써 공직자의 부정한 재산 증식을 방지하고, 공무집행의 공정성을 확보하는 등 공익과 사익의 이해충돌을 방지하여 국민에 대한 봉사자로서 가져야 할 공직자의 윤리를 확립하기 위한 목적으로 제정된 대한민국의 법률이다. 공직자윤리법
[시행 1983. 1. 1.] [법률 제3520호, 1981. 12. 31., 제정] 윤리법 3조 및 6조는 판사들은 본인과 배우자, 직계 존 비속 소유의 예금, 현금, 자동차, 주택, 유가증권 등의 변동 내역을 매년 등록하도록 되어 있다.  